# LM-99
LM-99 (71-134) – typ czteroosiowego silnikowego wagonu tramwajowego, wytwarzanego dawniej w rosyjskich zakładach PTMZ w Petersburgu. Pierwszy prototyp zbudowano w 1999 r., natomiast produkcja seryjna trwała w latach 2000–2008. W 2005 r. unowocześniono wygląd nadwozia. Zmodernizowana wersja tramwaju LM-99 nazywana jest potocznie „pszczołą” w nawiązaniu do żółto-czarnego schematu malowania zaproponowanego przez konstruktorów, wcześniejsze wersje LM-99, z podobnych powodów, otrzymały nazwę „konik polny” (zielono-żółty kolor nadwozia). Tramwaje LM-99 eksploatowane są w Petersburgu, Moskwie, Kemerowie, Kołomnie, Nowosybirsku, Osinnikach, Saławacie, Smoleńsku, Taganrogu, Ust-Kamienogorsku i Chabarowsku.

## Modyfikacje
- LM-99 prototypowy – zbudowany w 1999 r. Charakteryzował się rozruchem tyrystorowym silników[2].
- LM-99K – w 2000 r. rozpoczęto produkcję seryjną wagonów z rozruchem stycznikowym[2]. Wózki wyposażono w układ dwustopniowej amortyzacji.
- LM-99KE – odróżniał się od LM-99K inną konstrukcją wózków.
- LM-99AW – wersja powstała na zamówienie Moskwy. Tramwaje wyposażono w silniki asynchroniczne, przednie drzwi są dwuskrzydłowe.
- LM-99AWN – nowy wygląd, wersja częściowo niskopodłogowa.
- LM-99AE – od wersji LM-99AWN różni się konstrukcją wózków.
- LM-99AEN – od wersji LM-99AWN różni się konstrukcją wózków.

## Galeria

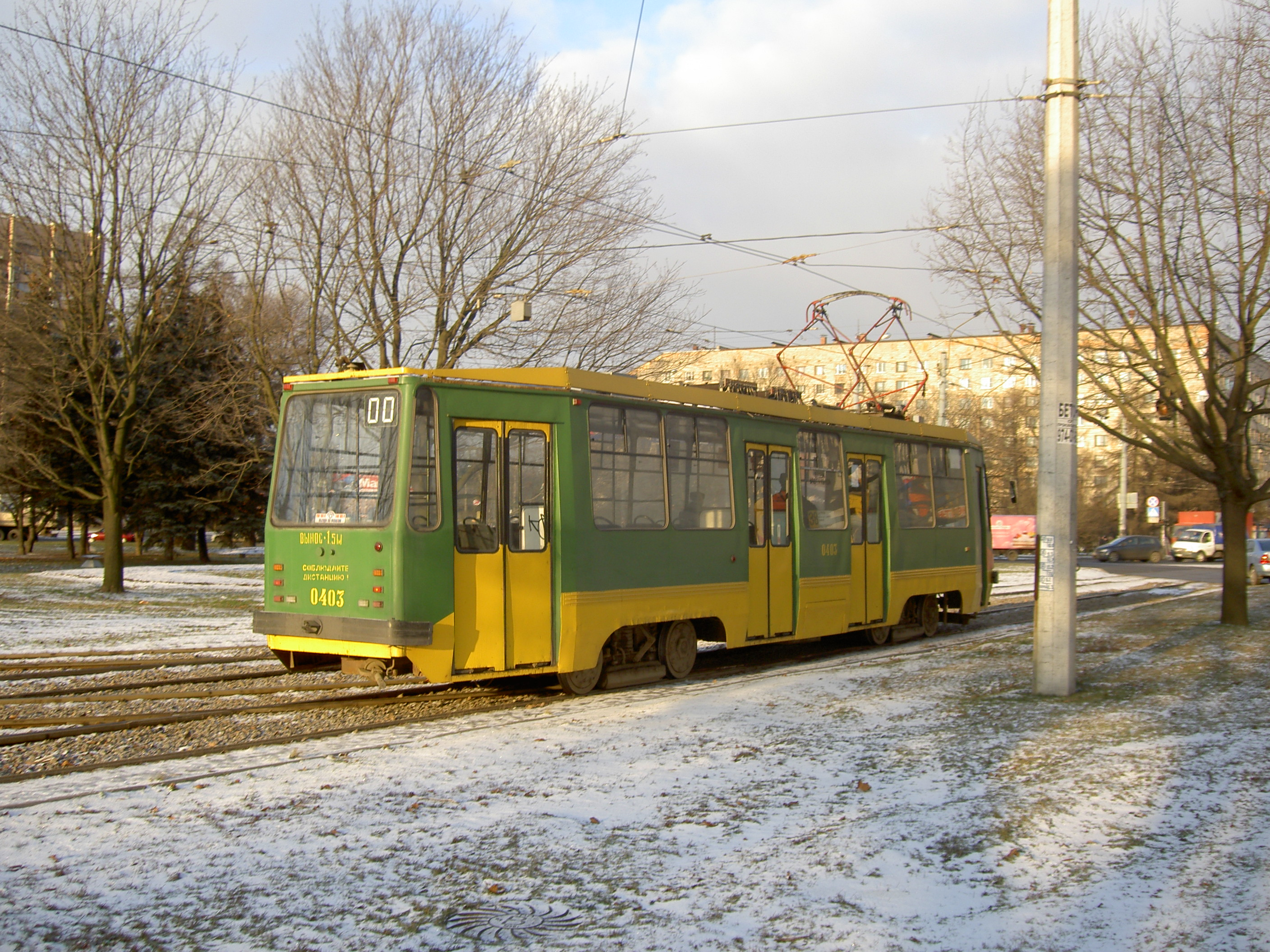
LM-99K w Petersburgu
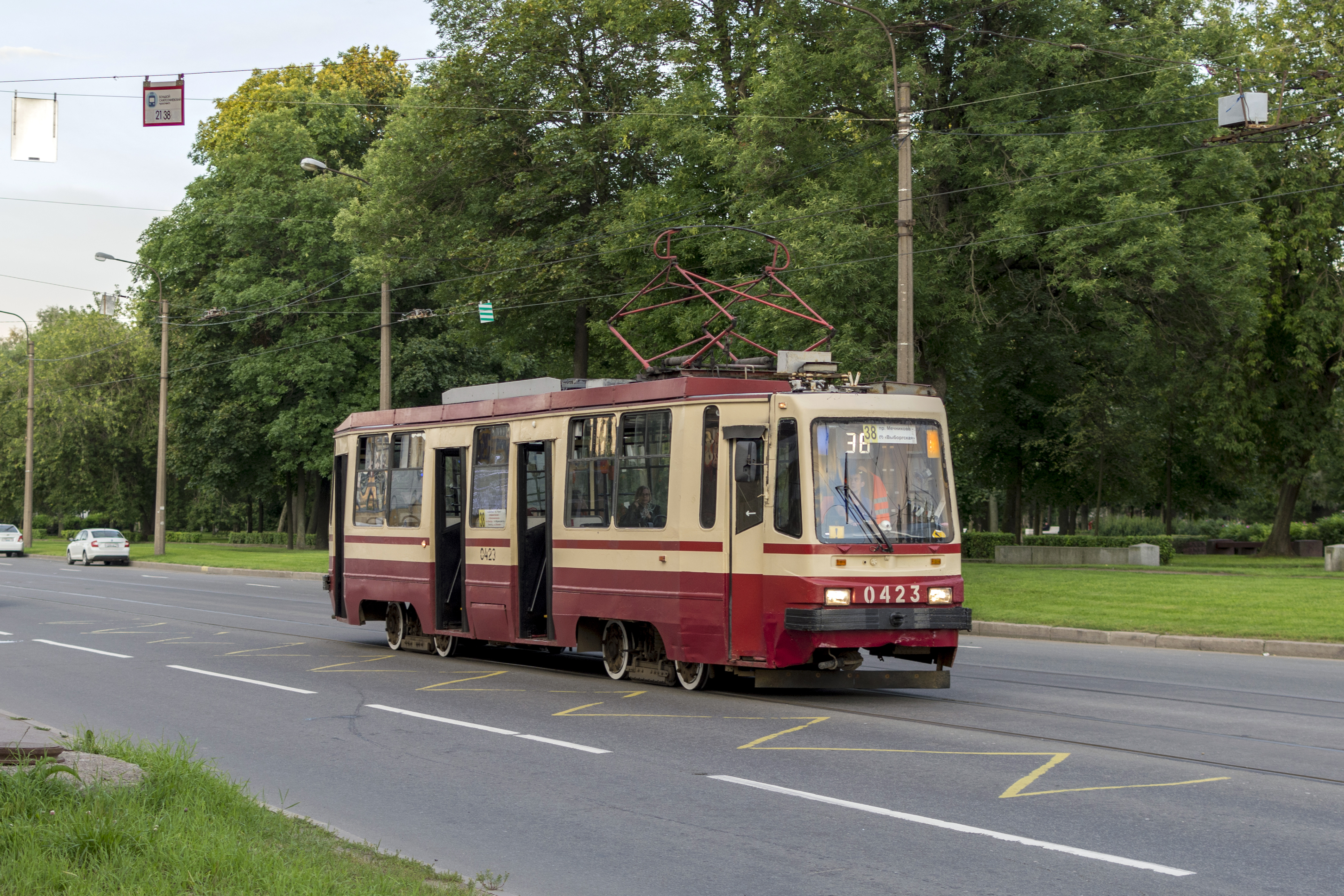
LM-99K w Petersburgu
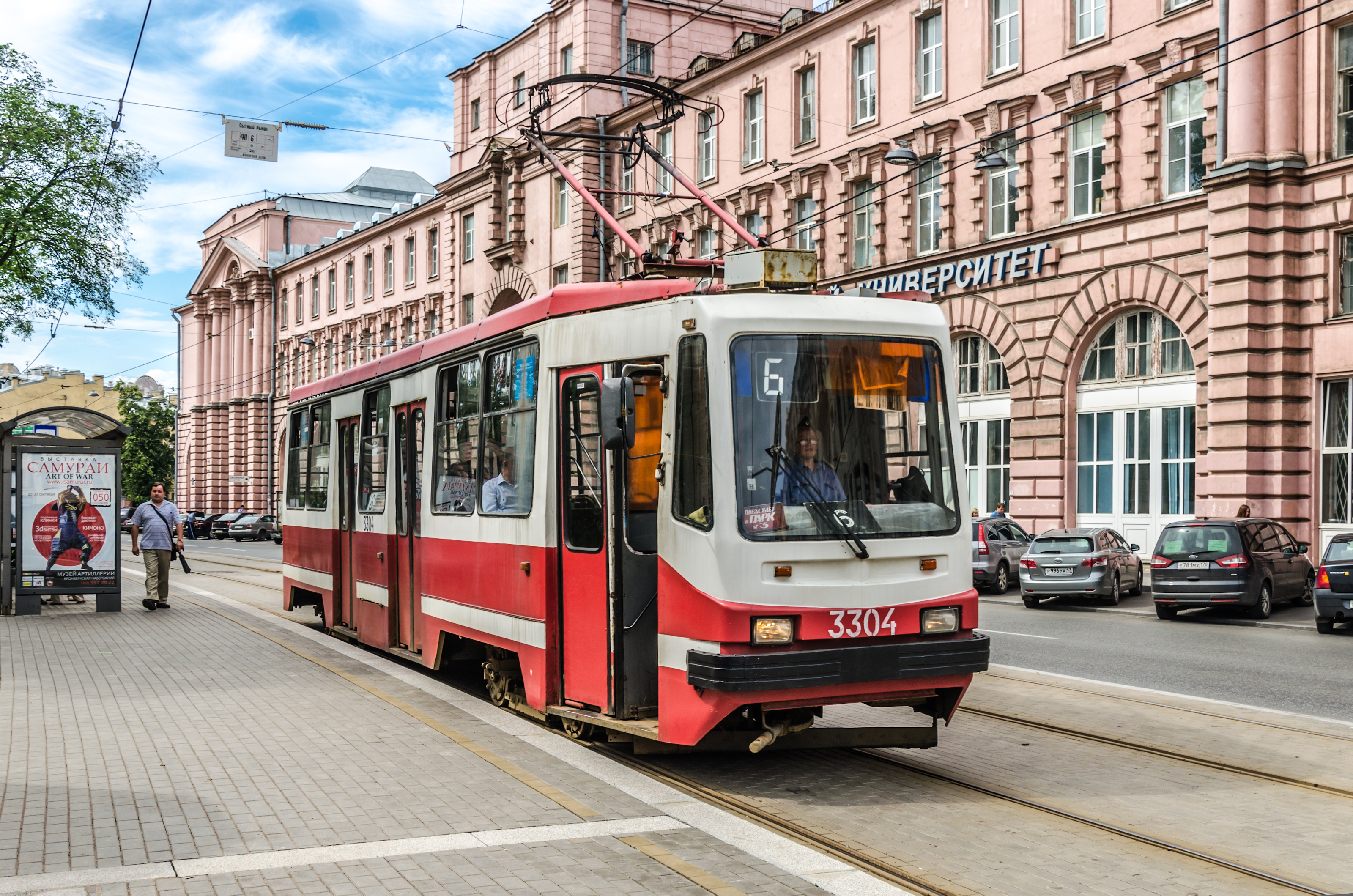
LM-99AB w Petersburgu
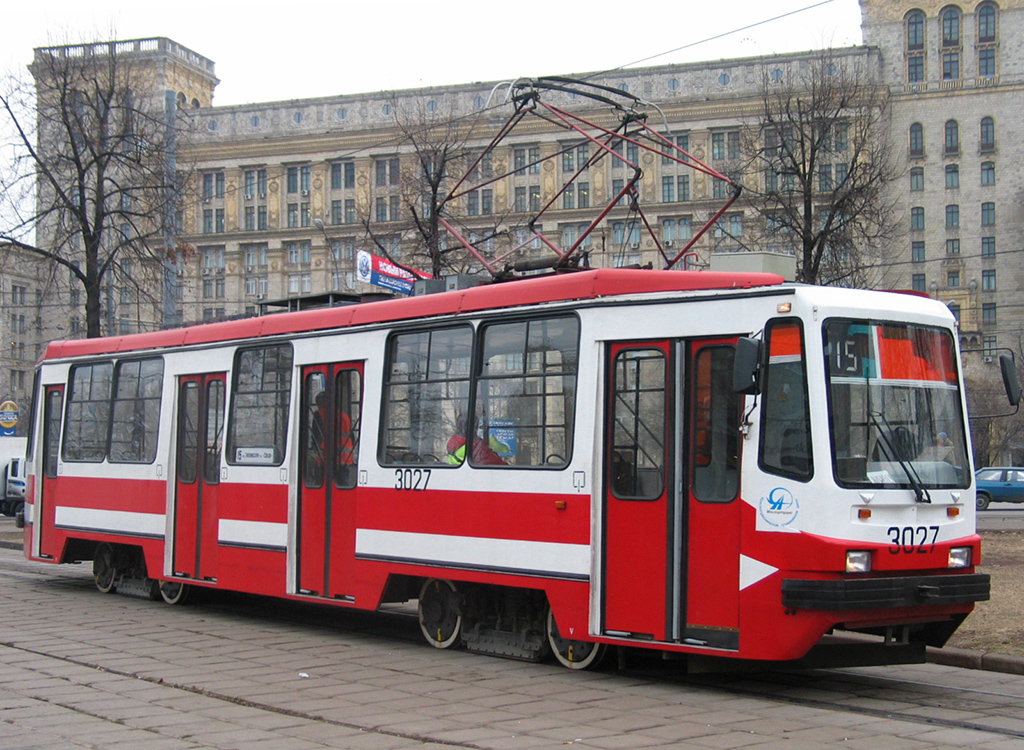
LM-99AE w Moskwie
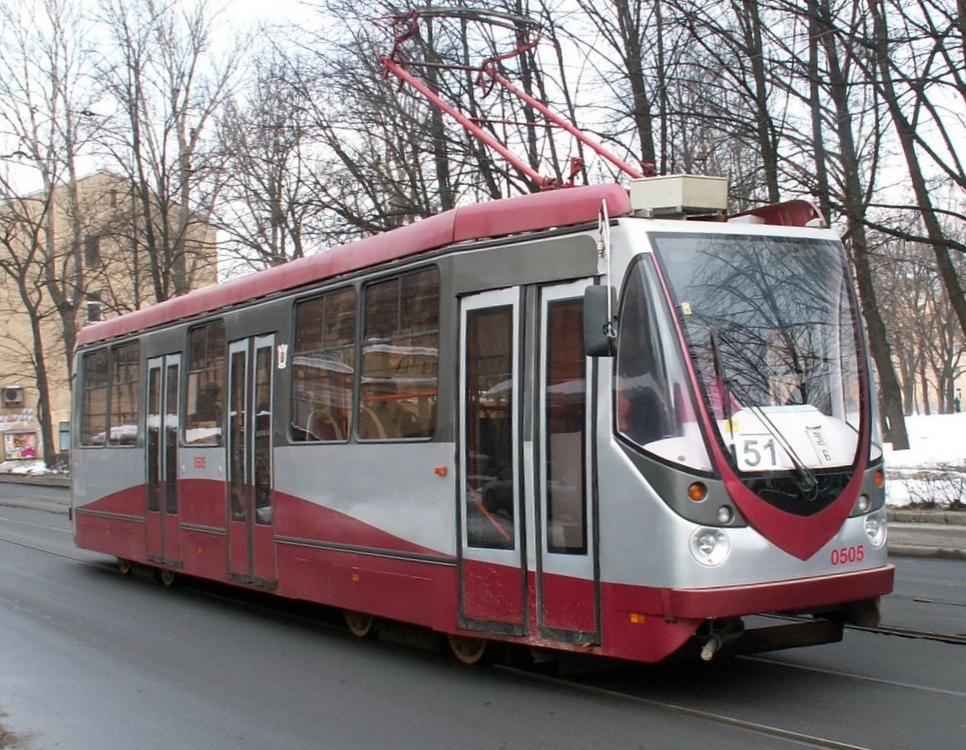
LM-99AW w Petersburgu
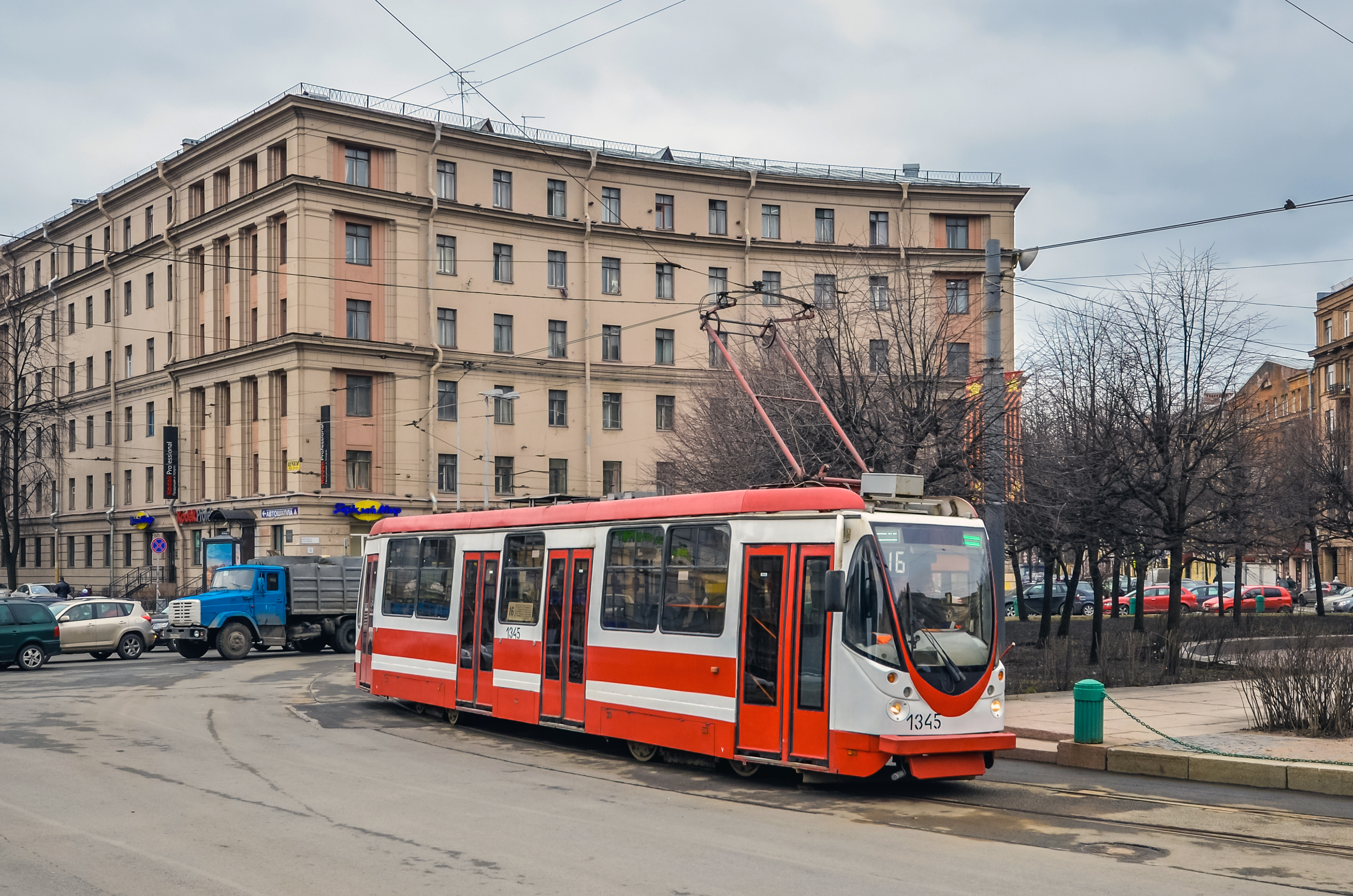
LM-99AWN w Petersburgu